# Denis Browne (Mediziner)
Sir Denis John Wolko Browne (* 2. April 1892 in Melbourne; † 9. Januar 1967 in Westminster) war ein australischer Kinderchirurg. Er gilt als Pionier der Kinderchirurgie in Großbritannien.
Browne wuchs auf einer Schaffarm in New South Wales auf und studierte mit einem Stipendium Medizin an der Universität Sydney mit dem Bachelor of Medicine (MB) Abschluss 1914. Im Ersten Weltkrieg leitete er als Major eine Feldambulanz in Frankreich. 1922 wurde er Fellow des Royal College of Surgeons (FRCS). Danach war er Registrar und ab 1925 Resident Medical Superintendent am Hospital of Sick Children in der Great Ormond Street in London. 1928 wurde er Consultant Surgeon und blieb am Hospital bis zu seiner Pensionierung 1957.
Er galt als brillanter, perfektionistischer Chirurg und unkonventioneller Denker, der einerseits große Loyalität bei seinen Mitarbeitern erzeugen konnte, andererseits auch Konflikten nicht aus dem Weg ging und sich so Feinde schuf. Er befasste sich mit einer breiten Palette von Problemen der Kinderchirurgie, besonders aber Deformationen von Neugeborenen aufgrund mechanischer Kompression im Uterus. Er entwickelte auch Therapiemethoden, die Orthesen zur Bewegungseinschränkung, zum Beispiel den Denis Browne Bar (oder Denis Browne Splint) für die Behandlung von Klumpfuß, ähnlich der Klumpfußbehandlung nach Ponseti. Er beschrieb diesen zuerst 1934. Gegen Ende seiner Karriere war er enttäuscht, dass seine entsprechenden Erkenntnisse und Empfehlungen in Großbritannien von Fachkollegen weitgehend ignoriert wurden.

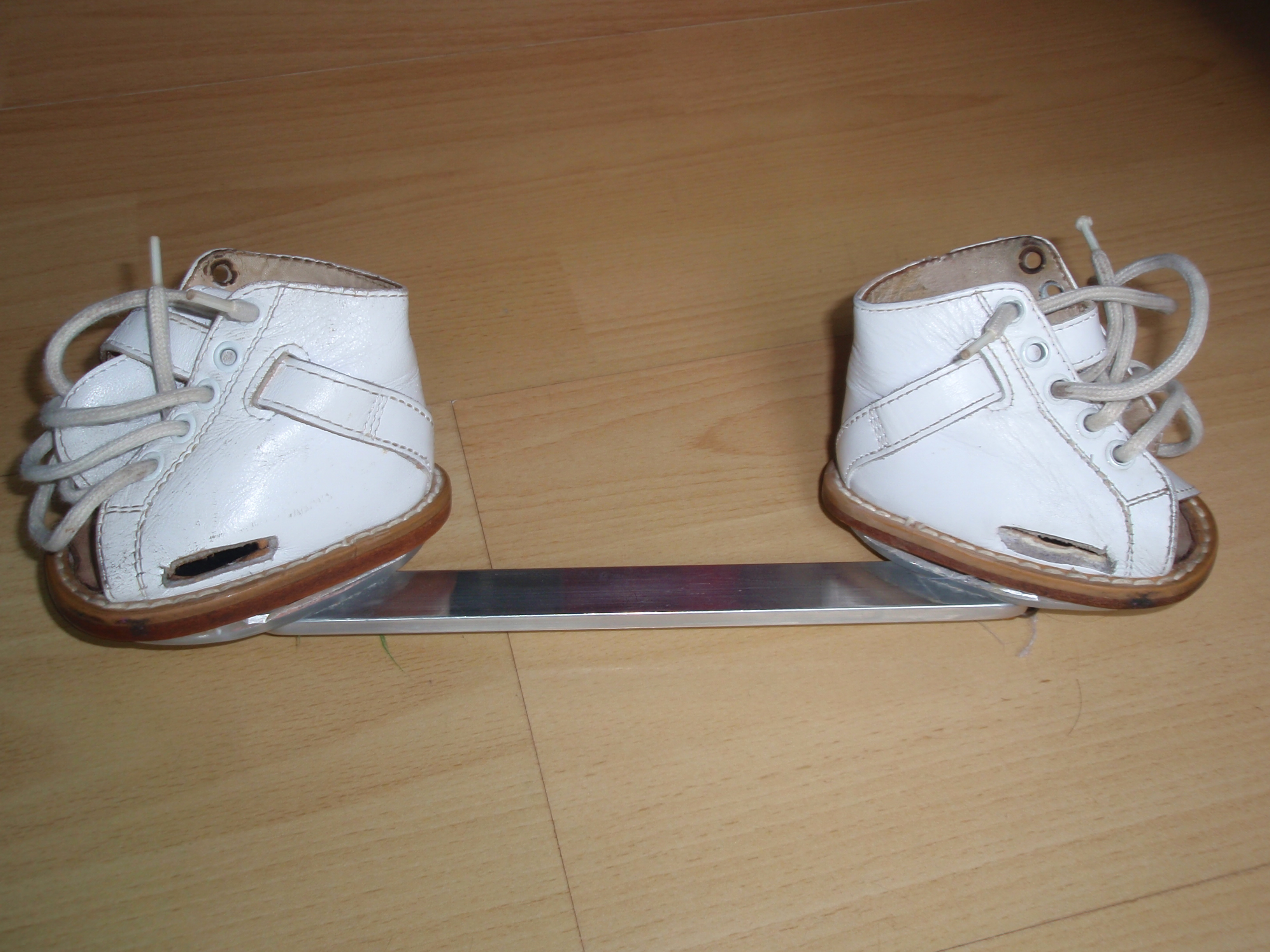
Denis Browne Bar

1954 war er einer der Gründer der British Association of Paediatric Surgeons und war deren erster Präsident. Er war Ritter der Ehrenlegion. Browne erhielt den Dawson Williams Preis und die William Ladd Medal. Nach seiner Rückkehr nach Australien 1965 wurde er Ehrenmitglied des Australian Surgical College. 1961 wurde er KCVO.
Er war zweimal verheiratet. In erster Ehe mit der Schriftstellerin Helen Simpson, mit der er eine Tochter hatte. Die Ehe war zunächst heimlich geschlossen worden, da Residents eigentlich die Heirat untersagt war. Nach dem Tod seiner Frau 1940 heiratete er 1945 die Krankenschwester Moira Ponsonby, mit der er einen Sohn und eine Tochter hatte.
Denis Browne spielte auch Tennis und nahm an den Wimbledon Championships 1921, 1923 und 1924 im Herren-Einzel und 1922 im Herren-Doppel teil.